# أولاد زيان (ولاية بومرداس)
أولاد زيان تجمع حضري ثانوي تابع إقليميا لبلدية بوزڨزة قدارة،  دائرة بودواو ولاية بومرداس الجزائرية.

## الموقع
تقع القرية شمال التجمع الحضري الرئيسي لبودربالة وجنوب بوزڨزة قدارة
يمر بها الطريق الوطني رقم 29، يقع في جنوبها نفق بوزڨزة جزء من الطريق السيار شرق غرب
الموقع الجغرافي :36.589362 شمالا و 3.477259 شرقا